# Johann Georg von Schönfeld
Johann Georg Freiherr von Schönfeld, seit 1740 Graf von Schönfeld (* 19. September 1718; † 11. Oktober 1770, begraben in Wachau) war ein deutscher Rittergutsbesitzer, Lehn- und Gerichtsherr sowie Kirchen- und Schulpatron.

## Leben

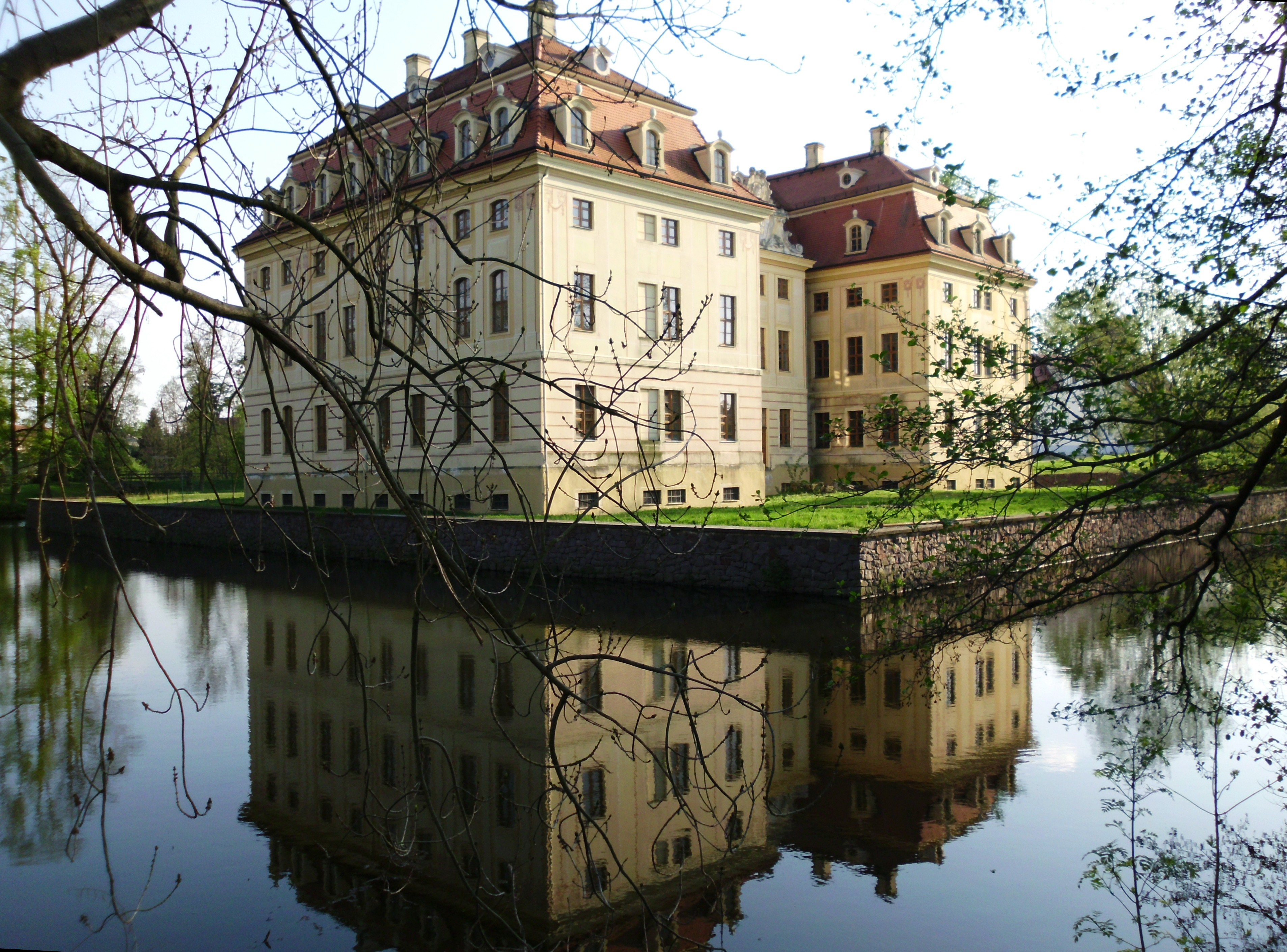
Residenz von Johann Georg Graf von Schönfeld: Schloss Wachau

Er stammte aus dem sächsischen Adelsgeschlecht von Schönfeld und war der Sohn von Johann Siegfried Freiherr von Schönfeld auf Wachau und der Magdalena Sophie, geb. Gräfin von Werthern (1692–1757). Zwischen 1730 und 1754 ließ seine Mutter für ihn das Barockschloss Wachau, das er neben Liegau als Besitz übernahm. Aufgrund des Grafentitels seiner Mutter ließ er sich vom Kaiser am 5. Oktober 1740 den Grafenstand für seine Person bestätigen und sich den Titel „Hoch- und Wohlgeboren“ für das Reich und die Erblande verleihen. Außerdem wurde das bisherige Familienwappen vermehrt und verbessert.
1743 trat von Schönfeld als Hof und Justitienrath in die kursächsische Landesregierung ein.
Graf von Schönfeld vermählte sich am 26. November 1749 auf Schloss Strehla mit Sophia Sabina Juliana von Pflugk. Da das Ehepaar nur Töchter hatte, erlosch die gräfliche Linie der Schönfelds im Mannesstamm mit dem Tod des Reichsgrafen.